# 아신왕
아신왕(阿莘王, ? ~ 405년 9월, 재위 : 392년 11월 ~ 405년 9월)은 백제의 제17대 국왕이다. 성씨는 부여(扶餘), 휘는 아신(阿莘), 아방(阿芳), 아화(阿花), 아미(阿美)이며, 침류왕의 맏아들이다. 《삼국사기》에 아신왕(阿莘王) 또는 아방왕(阿芳王)이라고 기록되어 있으나, 《일본서기》에 아화왕(阿花王) 또는 아미왕(阿美王)으로 기록되어 있다.

## 생애
《일본서기》에서는 아신이 태어난 날 밤 기이한 광채가 사방을 뒤덮었다고 한다. 침류왕이 죽었을 때, 그의 나이가 어려 숙부인 진사왕이 대신 즉위하였으나 392년 진사왕이 죽자 뒤를 이어 왕위에 올랐다. 삼국사기와 삼국유사에 의하면 아버지 침류왕이 죽을 때 아신왕의 나이가 어렸으므로 숙부인 진사왕이 대신 왕위를 계승했다 한다. 그러나 일본서기에 의하면 아신이 군사를 일으켜 진사왕을 제거하고 즉위했다 한다.
즉위한 직후인 393년 아신왕은 고구려에게 빼앗긴 영토를 회복하기 위해 장군 진무를 좌장으로 삼고 군사를 맡겼다. 진무는 1만의 병력으로 관미성을 공격하였으나 고구려군이 굳게 지키고 보급이 여의치 않아 퇴각하였다. 394년, 395년에도 수곡성과 패수에서 고구려군과 싸웠으나 번번이 패배하였으며 이후에도 군사를 정비하고 쌍현성을 쌓는 등 전시 체제를 계속 유지하였다. 398년에 고구려 정벌을 시도하였으나 천문이 불길하다는 이유로 중지하였고 이듬해에도 정벌을 위해 군사를 징발하여, 계속되는 군역으로 백성들이 고구려, 신라, 가야, 동진, 말갈, 왜, 후연 등 주변 국가로 망명하는 경우가 많아 인구가 감소하였다고 한다. 400년에는 백제가 가야, 왜와 연합하여 신라를 공격하지만 신라를 구원하러 온 광개토대왕에게 참패했다.
6년(397년) 여름 5월, 임금이 왜와 우호 관계를 맺고 태자 전지를 볼모로 보냈다. 가을 7월, 한수 남쪽에서 대대적으로 백제ㆍ왜ㆍ가야 연합군을 사열하였다. 402년에도 사신을 보내고 이듬해 답사를 받는 등 친밀한 관계를 유지하였다. 403년에는 왜와 가야를 끌여들여 또다시 신라를 공격하였으나 패배하였고, 404년에는 왜, 가야와 연합해 고구려의 대방지역을 공격하였으나, 그 때마다 패해 달아났다. 왜, 가야와 우호적인 관계를 맺은 것은 고구려를 공격하기 위한 청병사와 비슷한 것이었다. 405년에 사망하였다.

## 진서에 나오는 왕태자 여휘
진서(晉書) 9권, 효무제본기, 태원 11년(386년) 여름 4월조에는 백제왕세자(百濟王世子) 여휘(餘暉, 여는 백제왕의 성)로서 백제왕의 휘라고 생각되는 인명이 나타난다. 이 여휘를 시대상으로 진사왕으로 비정하는 설이 있으나, 세자라는 호칭이 있어서 아신왕에 해당된다고 보는 설도 있다.《삼국사기》에서 이름을 휘(暉)라고 하는 백제왕의 기록이 없다.
진서 효무제 본기에 나오는 백제 왕세자이며, 일본서기와 속일본기에 등장하는 여휘(餘暉)는 아신왕의 맏동생 부여훈해의 이름을 따온 것으로 추정된다.

## 가계
|  |  |                   |                   |                   |                   |                   |                   | 침류왕 枕流王 | 침류왕 枕流王 | 침류왕 枕流王 | 침류왕 枕流王 | 침류왕 枕流王 | 침류왕 枕流王 |               |               |               |               |               |               | 왕비 진씨 王妃 眞氏 | 왕비 진씨 王妃 眞氏 | 왕비 진씨 王妃 眞氏 | 왕비 진씨 王妃 眞氏 | 왕비 진씨 王妃 眞氏 | 왕비 진씨 王妃 眞氏 |               |               |               |               |               |               |  |  |  |  |  |  |  |  |  |  |  |  |  |  |  |  |
|  |  |                   |                   |                   |                   |                   |                   | 침류왕 枕流王 | 침류왕 枕流王 | 침류왕 枕流王 | 침류왕 枕流王 | 침류왕 枕流王 | 침류왕 枕流王 |               |               |               |               |               |               | 왕비 진씨 王妃 眞氏 | 왕비 진씨 王妃 眞氏 | 왕비 진씨 王妃 眞氏 | 왕비 진씨 王妃 眞氏 | 왕비 진씨 王妃 眞氏 | 왕비 진씨 王妃 眞氏 |               |               |               |               |               |               |  |  |  |  |  |  |  |  |  |  |  |  |  |  |  |  |
|  |  |                   |                   |                   |                   |                   |                   |               |               |               |               |               |               |               |               |               |               |               |               |                     |                     |                     |                     |                     |                     |               |               |               |               |               |               |  |  |  |  |  |  |  |  |  |  |  |  |  |  |  |  |
|  |  |                   |                   |                   |                   |                   |                   |               |               |               |               |               |               |               |               |               |               |               |               |                     |                     |                     |                     |                     |                     |               |               |               |               |               |               |  |  |  |  |  |  |  |  |  |  |  |  |  |  |  |  |
|  |  | 아신왕 阿莘王     | 아신왕 阿莘王     | 아신왕 阿莘王     | 아신왕 阿莘王     | 아신왕 阿莘王     | 아신왕 阿莘王     |               |               |               |               |               |               | 훈해 訓解     | 훈해 訓解     | 훈해 訓解     | 훈해 訓解     | 훈해 訓解     | 훈해 訓解     |                     |                     |                     |                     |                     |                     | 설례 碟禮     | 설례 碟禮     | 설례 碟禮     | 설례 碟禮     | 설례 碟禮     | 설례 碟禮     |  |  |  |  |  |  |  |  |  |  |  |  |  |  |  |  |
|  |  | 아신왕 阿莘王     | 아신왕 阿莘王     | 아신왕 阿莘王     | 아신왕 阿莘王     | 아신왕 阿莘王     | 아신왕 阿莘王     |               |               |               |               |               |               | 훈해 訓解     | 훈해 訓解     | 훈해 訓解     | 훈해 訓解     | 훈해 訓解     | 훈해 訓解     |                     |                     |                     |                     |                     |                     | 설례 碟禮     | 설례 碟禮     | 설례 碟禮     | 설례 碟禮     | 설례 碟禮     | 설례 碟禮     |  |  |  |  |  |  |  |  |  |  |  |  |  |  |  |  |
|  |  |                   |                   |                   |                   |                   |                   |               |               |               |               |               |               |               |               |               |               |               |               |                     |                     |                     |                     |                     |                     |               |               |               |               |               |               |  |  |  |  |  |  |  |  |  |  |  |  |  |  |  |  |
|  |  | 신제도원 新齊都媛 | 신제도원 新齊都媛 | 신제도원 新齊都媛 | 신제도원 新齊都媛 | 신제도원 新齊都媛 | 신제도원 新齊都媛 |               |               |               |               |               |               | 전지왕 賟支王 | 전지왕 賟支王 | 전지왕 賟支王 | 전지왕 賟支王 | 전지왕 賟支王 | 전지왕 賟支王 |                     |                     |                     |                     |                     |                     | 부여신 扶餘信 | 부여신 扶餘信 | 부여신 扶餘信 | 부여신 扶餘信 | 부여신 扶餘信 | 부여신 扶餘信 |  |  |  |  |  |  |  |  |  |  |  |  |  |  |  |  |

## 아신왕이 등장하는 작품
- 《태왕사신기》(MBC, 2007년~2007년, 배우:양재원)
- 《광개토태왕》(KBS, 2011년~2012년, 배우:박정철)
- 《한국사기》(KBS, 2017년, 배우:이승찬)

## 같이 보기
- 내물 마립간 (356년 - 402년)
- 실성 마립간 (402년 - 417년)
- 광개토왕 (391년 - 413년)
- 가야
- 닌토쿠 천황 (310년~399년)
- 리추 천황 (400년~405년)

| 전 대 진사왕 | 제17대 백제 국왕 392년 - 405년 | 후 대 부여훈해(섭정) 전지왕 |